# خانه عنایتی
منزل عنایتی مربوط به اواخر دوره صفوی است و در اصفهان، خیابان ابن سینا ـ کوچه بناها واقع شده و این اثر در تاریخ ۷ مهر ۱۳۵۴ با شمارهٔ ثبت ۱۱۰۵ به‌عنوان یکی از آثار ملی ایران به ثبت رسیده‌است.